# Sonate K. 16
Pour les articles homonymes, voir K16.
Pour un article plus général, voir Essercizi per gravicembalo.
La sonate K. 16 (F.532/L.397) en si bémol majeur est une œuvre pour clavier du compositeur italien Domenico Scarlatti. C'est la seizième sonate du seul recueil publié du vivant de l'auteur, les Essercizi per gravicembalo (1738), qui contient trente numéros.

## Présentation
La sonate K. 16, en si bémol majeur, est notée Presto.

## Édition et manuscrits
L'œuvre est imprimée dans le recueil des Essercizi per gravicembalo publié sans doute à Londres en 1738. Le manuscrit principal est le numéro 30 du volume VII de Venise (1754), copié pour Maria Barbara ; les autres sont Münster V 47, Vienne G 58 et Orfeó Catalá (E-OC) no 28.

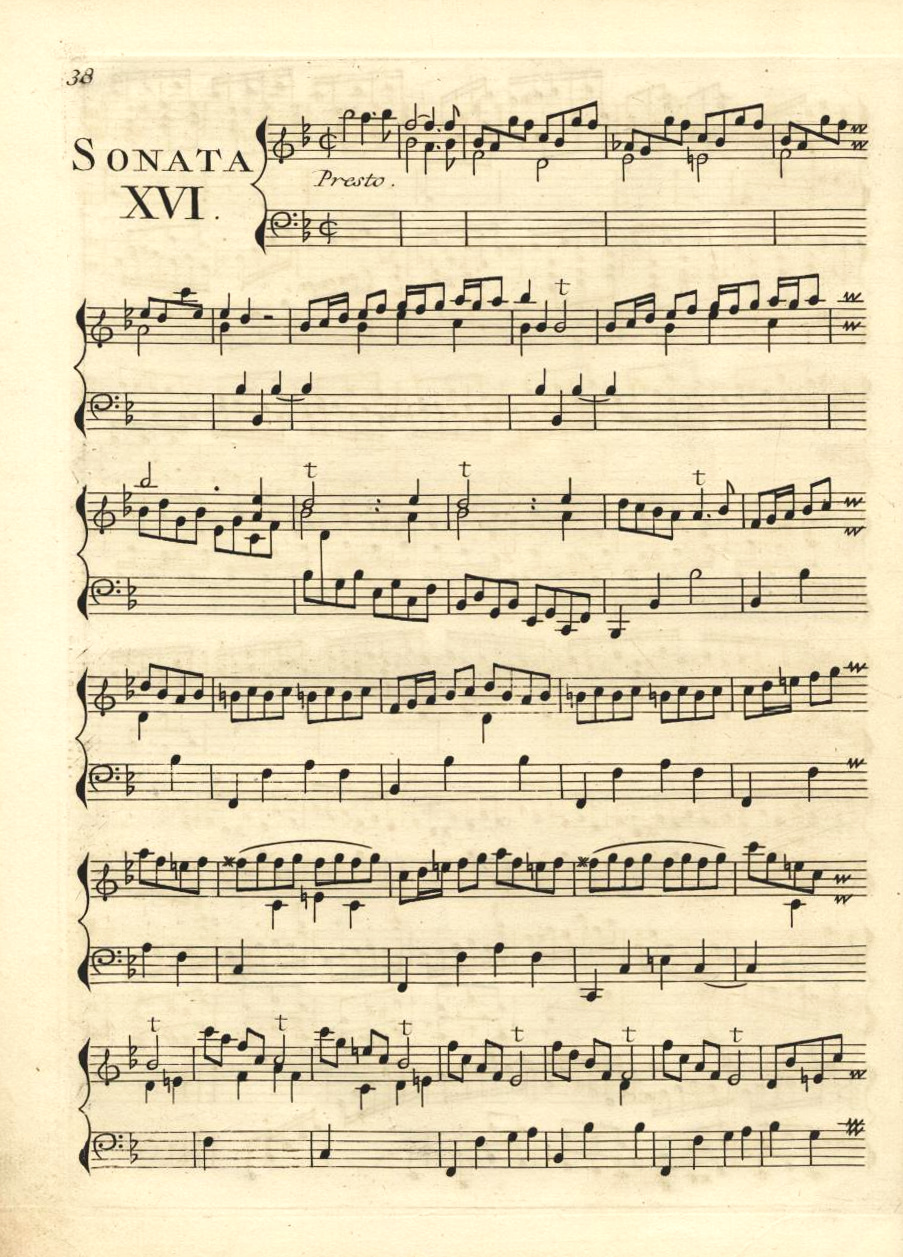
Édition Amsterdam, 1742.
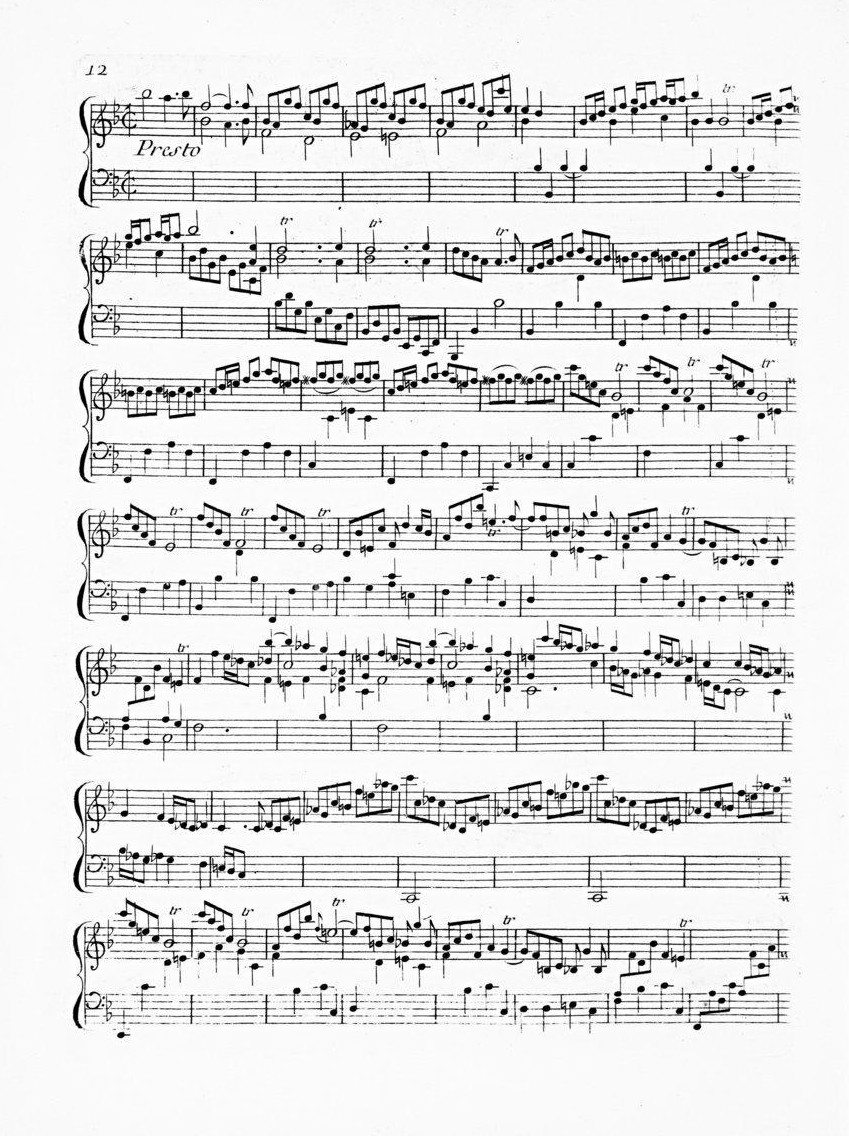
Édition Boivin, vers 1742.
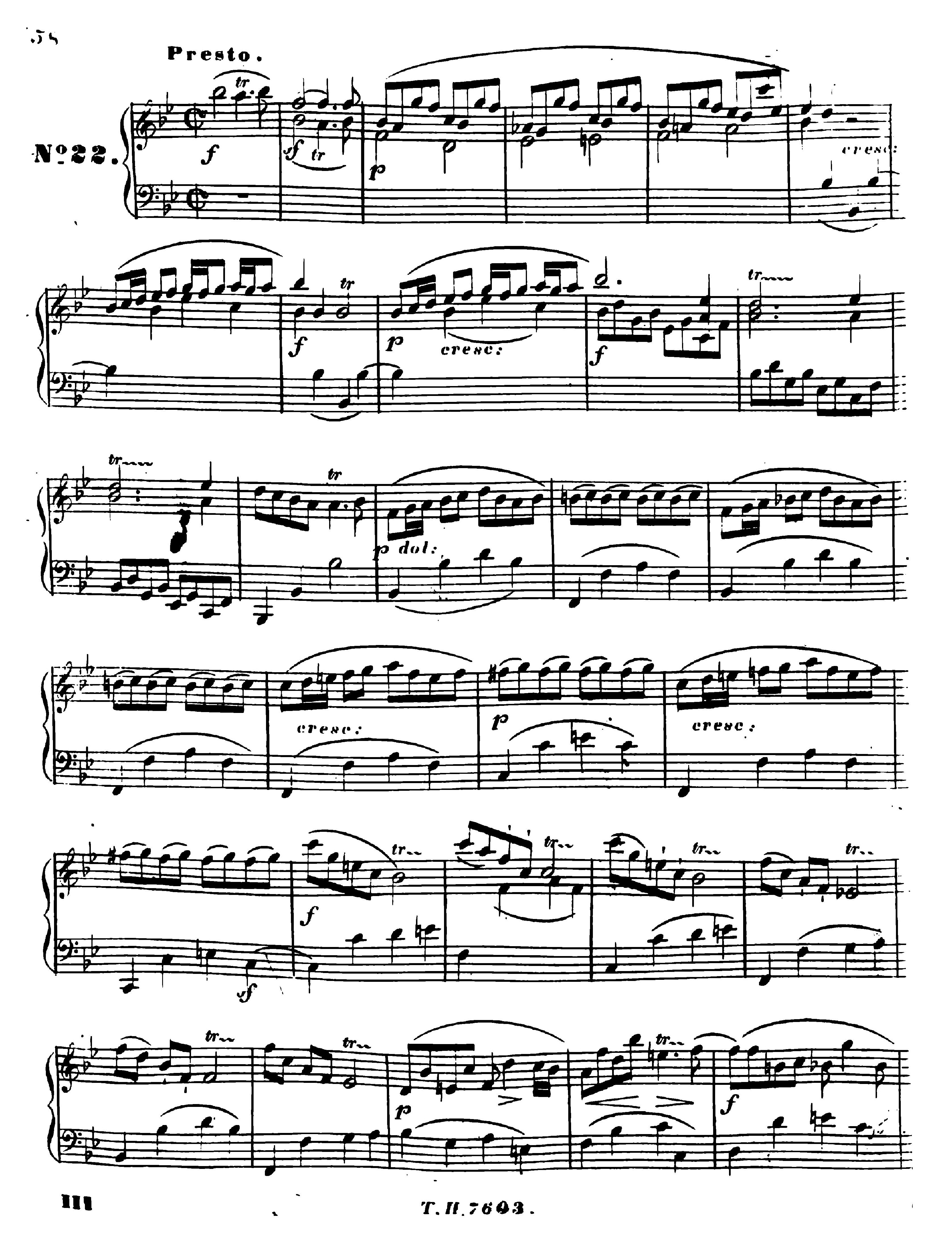
Édition Haslinger/Czerny, 1838.

## Interprètes
La sonate K. 16 est interprétée au piano, notamment par Carlo Grante (2009, Music & Arts, vol. 1) et Christoph Ullrich (2014, Tacet Musikproduktion); au clavecin par Ralph Kirkpatrick (1954, Sony), Scott Ross (1976, Still et 1985, Erato), Laura Alvini (Nuova Era), Joseph Payne (1990, BIS), Richard Lester (2004, Nimbus, vol. 1), Pieter-Jan Belder (Brilliant Classics), Kenneth Weiss (2007, Satirino), Emilia Fadini (2008, Stradivarius, vol. 11), Pierre Hantaï (2020, Mirare) et Hank Knox (2021, Leaf Music).

## Sources
: document utilisé comme source pour la rédaction de cet article.
- Ralph Kirkpatrick (trad. de l'anglais par Dennis Collins), Domenico Scarlatti, Paris, Lattès, coll. « Musique et Musiciens », 1982 (1re éd. 1953 (en)), 493 p. (ISBN 978-2-7096-0118-4, OCLC 954954205, BNF 34689181).
- Alain de Chambure, « Domenico Scarlatti : Intégrale des sonates — Scott Ross », Erato (2564-62092-2), 1985 (OCLC 891183737) .
- (it) Águeda Pedrero-Encabo (trad. de l'espagnol par Francesco Paolo Russo), « Una nuova fonte degli «Essercizi» di Domenico Scarlatti: il manoscritto Orfeó Catalá (E-OC) », Fonti Musicali Italiane, no 17,‎ 2012, p. 151–173 (présentation en ligne).